# بورخا فيرنانديز
بورخا فيرنانديز (بالإسبانية: Borja Fernández)‏ (مواليد 14 يناير 1981 في أورينسي - إسبانيا) لاعب كرة قدم إسباني يلعب حاليا لصالح نادي الدرجة الأولى خيتافي الإسباني منذ 2010 في مركز الوسط المدافع .

## روابط خارجية
- بورخا فيرنانديز على موقع IMDb (الإنجليزية)
- بورخا فيرنانديز على موقع قاعدة بيانات كرة القدم.إي يو (الإنجليزية)
- بورخا فيرنانديز على موقع Soccerway.com (الإنجليزية)
- بورخا فيرنانديز على موقع عالم كرة القدم.نت (الإنجليزية)
- بورخا فيرنانديز على موقع كووورة
- بورخا فيرنانديز على موقع AS.com (الإسبانية)